# Łotwa na Zimowych Igrzyskach Olimpijskich 1998
Łotwę na Zimowych Igrzyskach Olimpijskich 1998 reprezentowało 29 zawodników: dwudziestu jeden mężczyzn i osiem kobiet. Był to szósty start reprezentacji Łotwy na zimowych igrzyskach olimpijskich.

## Skład reprezentacji

### Narciarstwo alpejskie
Mężczyźni
| Zawodnik      | Konkurencja   | Wyścig 1 | Wyścig 2 | Łącznie | Łącznie |
| Zawodnik      | Konkurencja   | Czas     | Czas     | Czas    | Czas    |
| ------------- | ------------- | -------- | -------- | ------- | ------- |
| Ivars Ciaguns | Slalom gigant | 1:28.52  | 1:25.07  | 2:53.59 | 34      |

Kobiety
| Zawodniczka | Konkurencja   | Wyścig 1 | Wyścig 2 | Łącznie | Łącznie |
| Zawodniczka | Konkurencja   | Czas     | Czas     | Czas    | Miejsce |
| ----------- | ------------- | -------- | -------- | ------- | ------- |
| Ilze Ābola  | Slalom gigant | 1:30.66  | 1:43.84  | 3:14.50 | 31      |

### Biathlon
Mężczyźni
| Konkurencja  | Zawodnik       | Pudła | Czas    | Miejsce |
| ------------ | -------------- | ----- | ------- | ------- |
| 10 km Sprint | Ilmārs Bricis  | 4     | 30:01.7 | 32      |
| 10 km Sprint | Oļegs Maļuhins | 1     | 28:37.4 | 6       |
| 10 km Sprint | Jēkabs Nākums  | 1     | 28:36.9 | 5       |

| Konkurencja   | Zawodnik         | Czas    | Pudła | Skorygowany czas | Miejsce |
| ------------- | ---------------- | ------- | ----- | ---------------- | ------- |
| Bieg na 20 km | Gundars Upenieks | 58:42.6 | 8     | 1'06:42.6        | 66      |
| Bieg na 20 km | Jēkabs Nākums    | 56:40.1 | 5     | 1'01:40.1        | 37      |
| Bieg na 20 km | Ilmārs Bricis    | 55:15.1 | 3     | 58:15.1          | 5       |

Sztafeta mężczyzn 4 x 7,5 km
| Zawodnicy                                                   | Wyścig | Wyścig    | Wyścig  |
| Zawodnicy                                                   | Pudła  | Czas      | Miejsce |
| ----------------------------------------------------------- | ------ | --------- | ------- |
| Oļegs Maļuhins Ilmārs Bricis Gundars Upenieks Jēkabs Nākums | 2      | 1'24:24.4 | 6       |

Kobiety
| Konkurencja   | Zawodniczka            | Pudła | Czas    | Miejsce |
| ------------- | ---------------------- | ----- | ------- | ------- |
| 7,5 km Sprint | Ieva Cederštrēma-Volfa | 2     | 25:12.7 | 34      |

| Konkurencja   | Zawodniczka            | Czas    | Pudła | Skorygowany czas | Miejsce |
| ------------- | ---------------------- | ------- | ----- | ---------------- | ------- |
| Bieg na 15 km | Ieva Cederštrēma-Volfa | 57:54.4 | 1     | 58:54.4          | 25      |

### Bobsleje
| Osada | Zawodnicy                       | Konkurencja | Ślizg 1 | Ślizg 1 | Ślizg 2 | Ślizg 2 | Ślizg 3 | Ślizg 3 | Ślizg 4 | Ślizg 4 | Łącznie | Łącznie |
| Osada | Zawodnicy                       | Konkurencja | Czas    | Miejsce | Czas    | Miejsce | Czas    | Miejsce | Czas    | Miejsce | Czas    | Miejsce |
| ----- | ------------------------------- | ----------- | ------- | ------- | ------- | ------- | ------- | ------- | ------- | ------- | ------- | ------- |
| LAT-1 | Sandis Prūsis Jānis Elsiņš      | Dwójki      | 54.91   | 10      | 54.52   | 3       | 54.29   | 4       | 54.52   | 6       | 3:38.24 | 5       |
| LAT-2 | Rodžers Lodziņš Māris Rozentāls | Dwójki      | 55.34   | 18      | 55.25   | 21      | 55.06   | 17      | 55.10   | 20      | 3:40.75 | 18      |

| Osada | Zawodnicy                                           | Konkurencja | Ślizg 1 | Ślizg 1 | Ślizg 2 | Ślizg 2 | Ślizg 3 | Ślizg 3 | Łącznie | Łącznie |
| Osada | Zawodnicy                                           | Konkurencja | Czas    | Miejsce | Czas    | Miejsce | Czas    | Miejsce | Czas    | Miejsce |
| ----- | --------------------------------------------------- | ----------- | ------- | ------- | ------- | ------- | ------- | ------- | ------- | ------- |
| LAT-1 | Sandis Prūsis Egils Bojārs Jānis Ozols Jānis Elsiņš | Czwórki     | 52.98   | 5       | 53.50   | 7       | 53.78   | 6       | 2:40.26 | 6       |

### Biegi narciarskie
Mężczyźni
| Konkurencja                           | Zawodnik       | Wyścig    | Wyścig  |
| Konkurencja                           | Zawodnik       | Czas      | Miejsce |
| ------------------------------------- | -------------- | --------- | ------- |
| Bieg na 10 km stylem klasycznym       | Roberts Raimo  | 33:09.9   | 83      |
| Bieg na 10 km stylem klasycznym       | Juris Ģērmanis | 32:05.8   | 77      |
| Bieg na 10 km stylem klasycznym       | Jānis Hermanis | 31:12.1   | 65      |
| Bieg łączony na 15 km stylem dowolnym | Juris Ģērmanis | DNF       | –       |
| Bieg łączony na 15 km stylem dowolnym | Jānis Hermanis | 49:55.1   | 63      |
| Bieg na 30 km stylem klasycznym       | Jānis Hermanis | DNF       | –       |
| Bieg na 50 km stylem dowolnym         | Roberts Raimo  | 2'30:49.9 | 60      |

Kobiety
| Konkurencja                           | Zawodniczka  | Wyścig    | Wyścig  |
| Konkurencja                           | Zawodniczka  | Czas      | Miejsce |
| ------------------------------------- | ------------ | --------- | ------- |
| Bieg na 5 km stylem klasycznym        | Anžela Brice | 21:39.2   | 78      |
| Bieg na 5 km stylem klasycznym        | Ināra Rudko  | 20:56.1   | 71      |
| Bieg łączony na 10 km stylem dowolnym | Ināra Rudko  | 37:20.3   | 67      |
| Bieg łączony na 10 km stylem dowolnym | Anžela Brice | 37:07.5   | 66      |
| Bieg na 15 km stylem klasycznym       | Ināra Rudko  | 56:07.8   | 61      |
| Bieg na 30 km stylem dowolnym         | Ināra Rudko  | 1'43:22.8 | 57      |
| Bieg na 30 km stylem dowolnym         | Anžela Brice | 1'37:08.4 | 53      |

### Saneczkarstwo
Mężczyźni
| Zawodnik        | Ślizg 1 | Ślizg 1 | Ślizg 2 | Ślizg 2 | Ślizg 3 | Ślizg 3 | Ślizg 4 | Ślizg 4 | Łącznie  | Łącznie |
| Zawodnik        | Czas    | Miejsce | Czas    | Miejsce | Czas    | Miejsce | Czas    | Miejsce | Czas     | Miejsce |
| --------------- | ------- | ------- | ------- | ------- | ------- | ------- | ------- | ------- | -------- | ------- |
| Sandris Bērziņš | 51.220  | 24      | 51.370  | 26      | 51.341  | 23      | 51.460  | 25      | 3:25.391 | 25      |
| Mārtiņš Rubenis | 50.758  | 22      | 50.491  | 19      | 50.603  | 16      | 50.300  | 13      | 3:22.152 | 14      |
| Guntis Rēķis    | 50.676  | 18      | 50.296  | 15      | 50.545  | 15      | 50.798  | 22      | 3:22.315 | 17      |

(Mężczyźni) Dwójki
| Zawodnicy                      | Ślizg 1 | Ślizg 1 | Ślizg 2 | Ślizg 2 | Łącznie  | Łącznie |
| Zawodnicy                      | Czas    | Miejsce | Czas    | Miejsce | Czas     | Miejsce |
| ------------------------------ | ------- | ------- | ------- | ------- | -------- | ------- |
| Roberts Suharevs Dairis Leksis | 51.281  | 8       | 51.970  | 15      | 1:43.251 | 13      |
| Juris Vovčoks Māris Lēģeris    | 53.969  | 17      | 52.586  | 16      | 1:46.555 | 17      |

Kobiety
| Zawodniczka   | Ślizg 1 | Ślizg 1 | Ślizg 2 | Ślizg 2 | Ślizg 3 | Ślizg 3 | Ślizg 4 | Ślizg 4 | Łącznie  | Łącznie |
| Zawodniczka   | Czas    | Miejsce | Czas    | Miejsce | Czas    | Miejsce | Czas    | Miejsce | Czas     | Miejsce |
| ------------- | ------- | ------- | ------- | ------- | ------- | ------- | ------- | ------- | -------- | ------- |
| Jurita Šnitko | 52.921  | 24      | 52.638  | 22      | 52.347  | 25      | 51.801  | 21      | 3:29.707 | 22      |
| Anna Orlova   | 52.199  | 16      | 51.772  | 10      | 51.642  | 16      | 51.350  | 16      | 3:26.963 | 13      |
| Iluta Gaile   | 52.157  | 14      | 52.016  | 14      | 51.516  | 12      | 51.292  | 13      | 3:26.981 | 14      |

### Łyżwiarstwo szybkie
Kobiety
| Konkurencja    | Zawodniczka | Wyścig  | Wyścig  |
| Konkurencja    | Zawodniczka | Czas    | Miejsce |
| -------------- | ----------- | ------- | ------- |
| Bieg na 1000 m | Ilonda Lūse | 1:24.32 | 39      |
| Bieg na 1500 m | Ilonda Lūse | 2:08.71 | 32      |
| Bieg na 3000 m | Ilonda Lūse | 4:33.77 | 28      |